# Lennart Bondeson
Lennart Bondeson, född 7 juni 1881 i Svalövs församling, Malmöhus län, död där 27 november 1970, var en svensk agronom och politiker (högerpartiet). Han var son till Per Bondesson och bror till Bonde Bondeson.
Vid faderns död övertog han ledningen för Per Bondessons lantbruks AB, och lade ned ett stort arbete på svinavelns främjande, främst på att öka fläskets kvalitet med avsikt att kunna exportera svenskt fläskkött. Hans på Svalöv framavlade svinstam av stora vita engelska rasen rönte internationell uppmärksamhet. Bondesson innehade en mängd förtroendeposter inom olika områden, främst svinavelsföreningar och slakterier, var landstingsman och medlem av hushållningssällskapets förvaltningsutskott.
Bondeson var riksdagsledamot i första kammaren 1939–1947, invald i Malmöhus läns valkrets. I riksdagen skrev han 89 egna motioner mest om jordbruksfrågor. Han var även ledamot av Svalövs kommunfullmäktige 1908–1951, varav han var ordförande 1917–1924.